# Coulombometria
La coulombometria, nota anche come coulometria, è una tecnica elettroanalitica che consiste in una elettrolisi completa dell'analita, si tratta quindi di un metodo distruttivo del campione.
La determinazione quantitativa avviene misurando la quantità di carica elettrica che è proporzionale alla quantità di sostanza elettroattiva, l'analisi può essere effettuata in due modi: tenendo fisso il potenziale di lavoro oppure la corrente.
Se l'elettrolisi produce un solido si può misurarne la massa, si parla in questo caso di elettrogravimetria.

## Principi teorici
La relazione ponderale tra la corrente di elettrolisi e l'analita è data dall'equazione:
{\displaystyle g={\frac {Q\cdot MM}{nF}}}
dove:
- g = massa di analita;
- Q = corrente di elettrolisi;
- MM = massa molare;
- n = numero di elettroni coinvolti nella reazione redox;
- F = costante di faraday 96485 C
- {\displaystyle Q=\int _{t}I\,dt}.

L'integrale dell'intensità di corrente di elettrolisi sul tempo di elettrolisi.
Nel caso della coulombometria amperostatica il calcolo della carica è estremamente semplice (Q=I·t), mentre nella variante potenziostatica la corrente varia e l'integrazione viene fatta da un apposito circuito elettronico.
La relazione è valida in senso generale mentre per una precisa applicazione analitica va detto che è valida solo se tutta la corrente è stata utilizzata per l'elettrolisi del solo analita. Possono esistere correnti parassite di altre specie elettroattive al potenziale di lavoro (corrente faradica) in aggiunta alla corrente capacitiva. Una valutazione di quest'ultima può essere fatta ripetendo l'esperimento coulombometrico una seconda volta alle stesse condizioni e per lo stesso tempo, la corrente misurata andrà sottratta a quella precedentemente misurata.
 Affinché le correnti faradiche siano trascurabili è stato calcolato che tra il potenziale di reazione dell'analita e quello specie interferenti devono differire di:
{\displaystyle \Delta V={\frac {2\cdot 180}{n}}\;mV}

## Coulombometria potenziostatica
Viene applicato un potenziale costante per tutto il tempo dell'elettrolisi, questo viene scelto in corrispondenza della corrente limite di diffusione e per garantire un apporto costante di analita all'elettrodo viene applicata un'energica agitazione. Durante l'analisi la corrente ha un andamento esponenziale del tipo:
{\displaystyle I(t)=I_{0}\cdot e^{-kt}}
con: 
- {\displaystyle k={\frac {A\cdot D}{\delta \cdot V}}}
- A = area dell'elettrodo;
- D = coefficiente di diffusione;
- δ = spessore dello strato limite di diffusione;
- V = volume di soluzione.

L'andamento della corrente è analogo ad una cinetica del I ordine e dal tempo di dimezzamento si può ricavare una valutazione dei tempi di analisi. 
L'elettrolisi si considera completa dopo che il valore della corrente si è ridotto a 1/1000 del valore iniziale. A questo punto si legge sullo strumento il valore di Q e dall'equazione sopra descritta si può ricavare la massa, le moli e la concentrazione dell'analita.
La cella è composta da un elettrodo di lavoro molto grande, spesso è una rete di platino, da un controelettrodo e un altro di riferimento. L'agitazione può avvenire con un'ancoretta magnetica, un'elica o può essere messo in rotazione uno degli elettrodi (ad eccezione di quello di lavoro).
Dall'espressione di k si nota che i tempi di elettrolisi diminuiscono aumentando l'area dell'elettrodo in relazione al volume di soluzione e assottigliando lo strato limite di diffusione (aumentando l'agitazione).

## Coulombometria a corrente costante
Un amperostato mantiene la corrente fissa mentre l'elettrolisi di un reattivo mediatore produce una specie che può reagire con l'analita fino a che quest'ultimo non si è consumato. Si tratta a tutti gli effetti di una titolazione e per questo viene citata principalmente come titolazione coulombometrica. L'applicazione si limita a sistemi chimici con proprietà redox; questo è necessario solo al primo stadio (creazione del titolante) mentre la reazione che coinvolge l'analita può essere di vario tipo e a seconda del tipo di reazione dipende il sistema di rivelazione del punto finale.